# ジドブジン
ジドブジン（zidovudine, ZDV）は、核酸系逆転写酵素阻害薬（NRTI）の一種である。HIVの治療薬として用いられる。別名は アジドチミジン（azidothymidine, AZT）。商品名はレトロビル（Retrovir）。同じNRTIのラミブジンとの合剤はコンビビル（Combivir）。
バローズ・ウェルカム（現グラクソ・スミスクライン）社が1964年に抗がん剤として初合成し、1985年にNCIに所属していたen:Samuel Broderや満屋裕明らが抗HIV作用を発見した。バローズ・ウエルカム社が製品化を進め、世界初の抗HIV薬として1987年3月に登場し、日本では1987年11月に発売開始した。

## 作用機序
AZTはHIV感染細胞内でリン酸化され、AZT3リン酸(AZTTP)という活性型の3リン酸化体になる。
AZTTPはHIV逆転写酵素を競合的に阻害してデオキシチミジン3リン酸の代わりにHIVのDNA中に取り込まれてDNA鎖の伸張を停止することでウイルスの増殖を阻害する。AZTTPのHIV逆転写酵素に対する親和性は正常細胞のDNAポリメラーゼに比べて約100倍強いので選択性の高い抗ウイルス作用を示す。

## 主な副作用
投与により骨髄抑制が現れるので血液検査などを行い、患者の状態を十分に観察する必要がある。

## 薬剤耐性
AZTを含むチミジンアナログに対する耐性はHIV逆転写酵素の41、67、70、210、215、219番目のアミノ酸の変異により生じる。
41番目と215番目の変異あるいは4個以上のアミノ酸の変異によりウイルスは表現型として耐性を示す。これらのチミジンアナログの変異を有するウイルスは高度の交差耐性を示さない。
62、75、77、116、151番目のアミノ酸の変異、69番目のアミノ酸のスレオニンからセリンへの変異、同じ箇所への6塩基対の挿入により、ウイルスは核酸系逆転写酵素剤に対し多剤耐性を示す。

## 効能・効果
HIV感染症